# Ron Edwards (Autor)

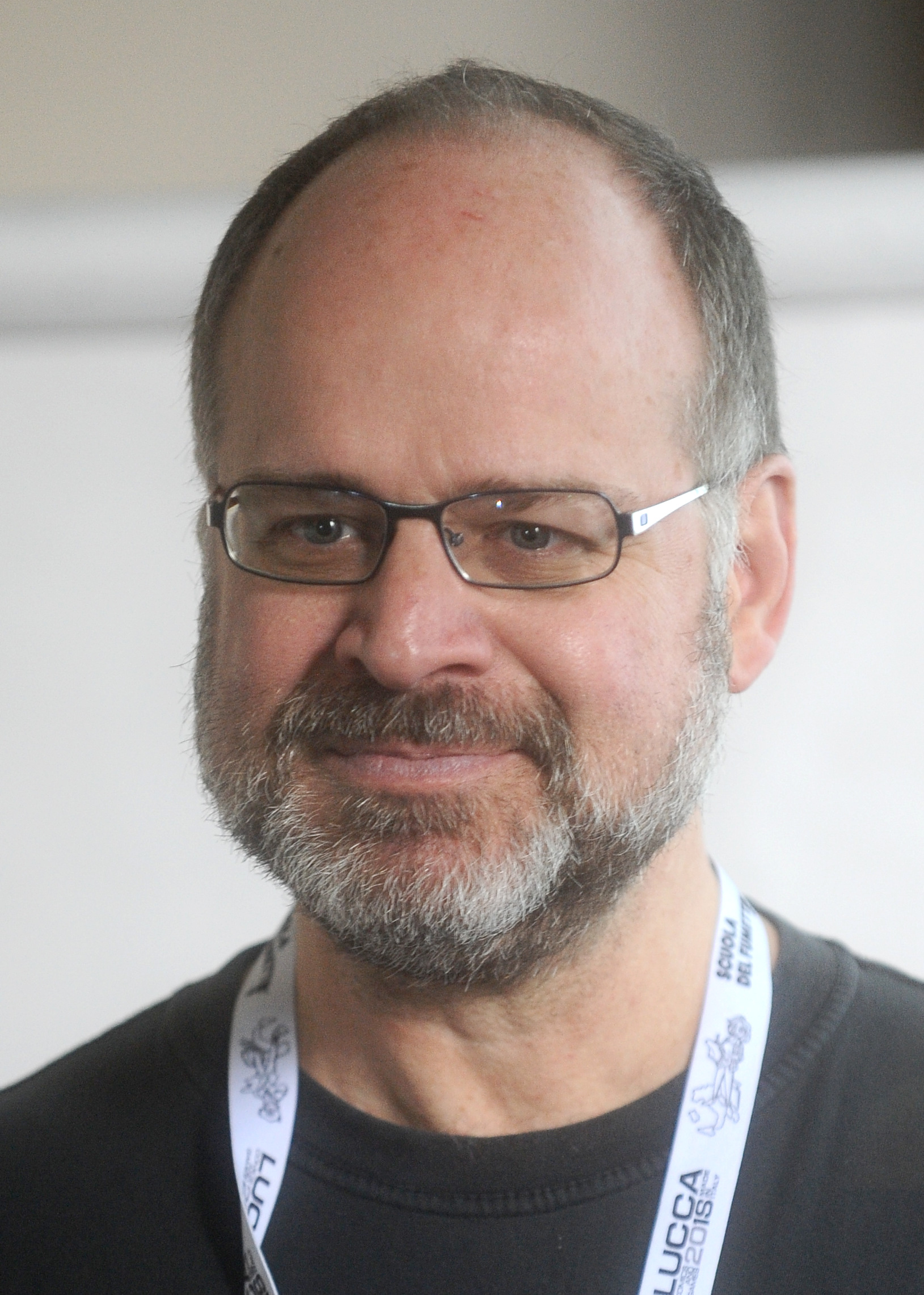
Ron Edwards - Lucca Comics & Games 2018

Ronald „Ron“ Edwards (* 4. September 1964) ist Spieleautor und -theoretiker sowie einflussreiches Mitglied in der Szene der freien Rollenspiele. Er ist Begründer und Autor des Rollenspiels Sorcerer und der GNS-Theorie.
Ferner ist er Mitbegründer von The Forge, einer Online-Community, die die Entwicklung und Veröffentlichung freier Rollenspiele unterstützt.

## Bücher
- Sorcerer, ISBN 0-97091760-0
- Sorcerer & Sword, ISBN 0-97091761-9
- The Sorcerer's Soul, ISBN 0-97091762-7
- Sex and Sorcery, ISBN 0-97091763-5